# Piloña
Piloña ist eine Gemeinde in der autonomen Region Asturien, im Norden Spaniens, im Norden begrenzt von Villaviciosa und Colunga, im Süden von Ponga, Caso und Sobrescobio, im Westen von Nava und Cabranes sowie im Osten von Parres.
Die Verwaltungshauptstadt und der Amtsgerichtssitz der Gemeinde ist Infiesto. Der Berg Les Vízcares ist mit 1.420 m die höchste Erhebung der Gemeinde.

## Geschichte
Seit vorgeschichtlicher Zeit wird die Region besiedelt. In der El-Sidron-Höhle bei Borines wurden prähistorische Felszeichnungen gefunden. Zu diesem Zeitraum war das Piloña-Gebiet von den Loggones bewohnt, einem der wichtigsten Stämme Asturiens. Während der Besetzung Asturiens durch die Römer wird auch Piloña erobert.
In den mittelalterlichen Unterlagen gibt es viele Bezüge zu Kirchen und Orten in Piloña. Im Liber Testamentorum in der Kathedrale von Oviedo wird mit Datum 23. September 926 bestätigt, dass Ramiro II., Sohn von Alfonso III. und Königin Jimena, mehrere Schenkungen an die Kirche von Oviedo machte. Darunter waren auch mehrere Kirchen und Orte in Piloña.
1378 findet im Kapitelsaal der Kathedrale von Oviedo eine Ratsversammlung statt, hierbei wird auch die Abgrenzung von Piloña festgelegt und das Stadtrecht erklärt. 1810, während des Unabhängigkeitskrieges, konzentrieren sich in Infiesto die spanischen Einheiten unter dem Befehl von General Nicolás Llano Ponte, um das Vorrücken der napoleonischen Truppen unter General Bonet zu stoppen. Die ersten öffentlichen Schulen der Gemeinde werden 1785 in Infiesto gegründet.
Am 18. Oktober 1891 wird die Bahnlinie Oviedo–Infiesto offiziell eröffnet.
Während des Militär-Putsches 1936 blieb Piloña bis Mitte Oktober 1937 im republikanischen asturischen Gebiet, erst als das letzte Bollwerk am Rio Sella fiel, gab die asturische Abwehr nach. Als sie sich zurückzogen, wurde die Brücke von Infiesto gesprengt.

### Bedeutung des Wappens
Am 4. September 1880 teilte der Bürgermeister der provinziellen Abordnung mit, dass von diesem Datum ab die Gemeinde ein offizielles Wappen erhalte. Über einem blauen Grund ein bewaffneter Reiter (Pelayo), dem ein Schildknappe folgt, beim Durchwaten des Flusses. Er trägt den Wahlspruch: „Adelante mi escudero que mi caballo pie halla“ (Vorwärts, mein Schildknappe, dass mein Pferd Fuß fasse).

## Wirtschaft
In der zweiten Hälfte des 20. Jahrhunderts begann die moderne wirtschaftliche Entwicklung durch die Ansiedlung mehrere weltweit bekannter Unternehmen. Dazu zählen unter anderem
- Mineralwasser (Borines und Ques)
- Milchprodukte (Nestlé)
- Apfelwein (Cidra)
- Süßigkeiten (Chupa Chups wurde von einem Unternehmer aus Villamayor gegründet)
- mehrere Möbelfabriken
- Nahe gelegenes Skigebiet

| | Beschäftigte | Anteil in Prozent |
| --- | ------------ | ----------------- |
| TOTAL | 2784         | 100               |
| Ackerbau, Viehzucht und Fischerei                                                                              | 512          | 18,39             |
| Industrie | 560          | 20,11             |
| Bauwirtschaft                                                                                                  | 360          | 12,93             |
| Dienstleistungsbetriebe                                                                                        | 1352         | 48,56             |
| * Daten aus dem Statistischen Amt für Wirtschaftliche Entwicklung in Asturien, Stand 2009 (PDF; 109 kB), SADEI |              |                   |

## Bevölkerungsentwicklung
Quelle: INE

## Politik
| Partei        | 1987 | 1991 | 1995 | 1999 | 2003 | 2007 | 2011 | 2015 |
| PSOE          | 10   | 10   | 7    | 6    | 6    | 6    | 6    | 9    |
| PP            | 6    | 5    | 5    | 7    | 7    | 6    | 5    | 3    |
| IU-Los Verdes |      | 1    |      |      |      |      | 1    |      |
| CDS           | 1    | 1    |      |      |      |      |      |      |
| CAS           |      |      | 1    |      |      |      |      |      |
| FAC           |      |      |      |      |      |      | 1    |      |
| IAS           |      |      |      |      |      | 1    |      |      |
| VIP           |      |      |      |      |      |      |      | 1    |
| Total         | 17   | 17   | 13   | 13   | 13   | 13   | 13   | 13   |

## Sehenswürdigkeiten
- Landschaftsschutzgebiet „Sierra del Sueve“.
- Naturschutzgebiet und Cueva del Sidrón (archäologische Funde)
- Naturpark von Redes
- Ein Beispiel romanischer Baukunst ist die Kirche Santa Maria in Villamayor. Ihre Apsis und ein seitlicher Portal sind die einzigen Reste vom Kloster mit demselben Namen.
- Die El-Sidron-Höhle ist die größte asturische Höhle und dient als Zufluchtsort für fünf Fledermaus- und einige Käferarten. In der Höhle befindet sich eine prähistorische Stätte mit Höhlenmalereien und es wurden Fossilien von Neandertalern gefunden.

## Feste und Feiern
- Siehe Seite des Tourismusverbandes; hier gibt es die aktuellen Termine auch in deutscher Sprache.

## Parroquias
Die Gemeinde ist in 24 Parroquias unterteilt:
| - Anayo - L’Arteosa - Beloncio - Borines - Cereceda - Coya - Espinaredo - Lodeña | - La Marea - Maza - Miyares - Los Montes - Pintueles - Ques - San Antonio - San Juan de Berbío | - San Román - Sellón - Sevares - Sorribas - Tozo - Valle - Vallobal - Villamayor |